# Libera Folio
Libera Folio (AFI: /liˈbera foˈlio/, lett. "foglio libero") è un portale online indipendente che pubblica informazioni in esperanto.
Lanciato il 12 aprile 2003, riferisce sul movimento esperantista ma è indipendente dagli organismi del movimento. I redattori di Libera Folio s'impegnano a «far luce in maniera sobria e critica sugli sviluppi attuali» del movimento esperantista. Fondato da István Ertl e Kalle Kniivilä, ha come collaboratori stabili Robert Nielsen, Paweł Fischer-Kotowski, Jukka Pietiläinen (da settembre 2018 a dicembre 2019) e gli stessi fondatori Ertl e Kniivilä.

## Storia

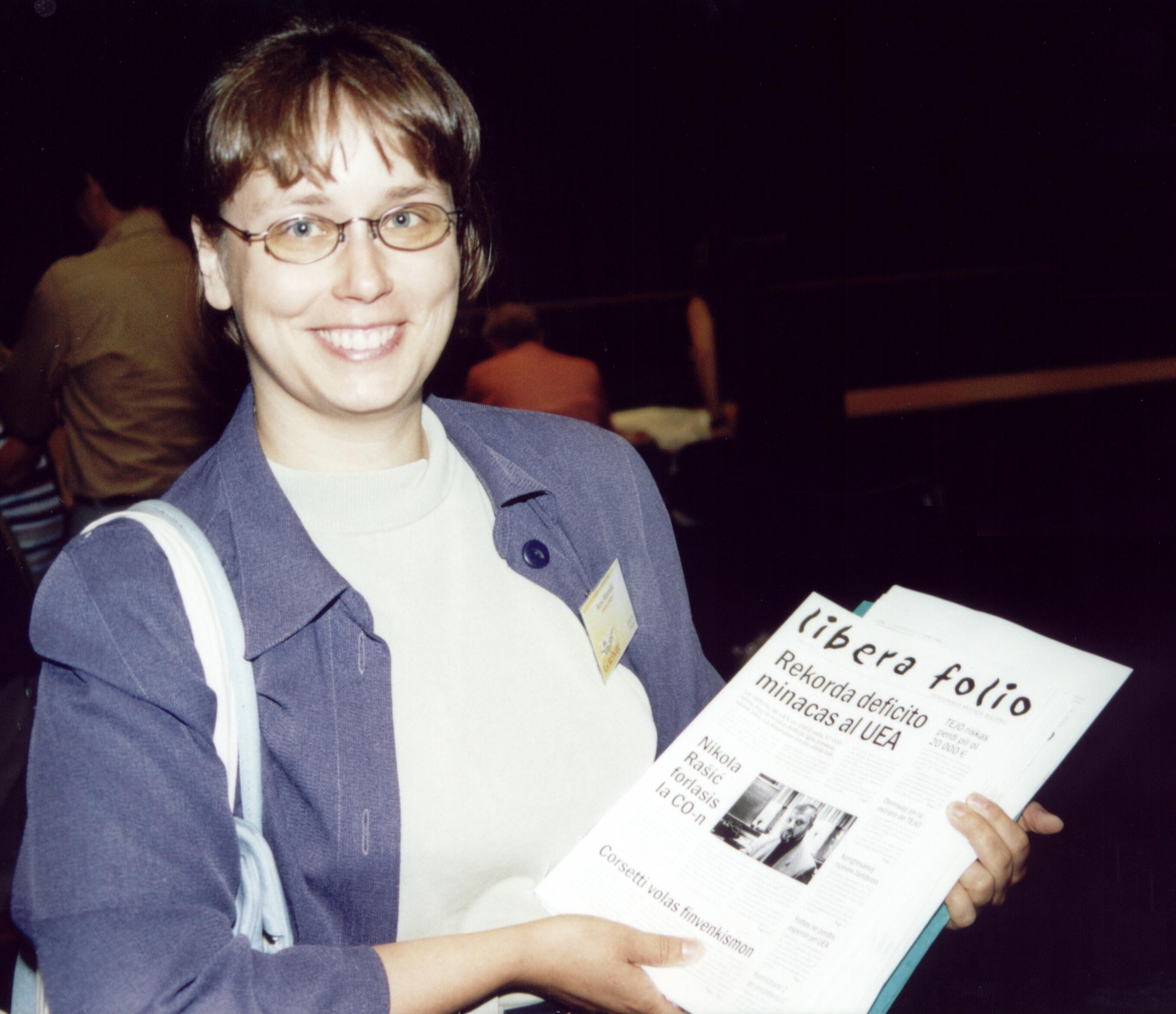
Anna Margerita Ritamäki con le copie cartacee del primo numero di Libera Folio al Congresso universale di esperanto del 2003 tenutosi a Göteborg.

L'idea di fondare un portale indipendente dal movimento nacque nella prima settimana dell'aprile 2003, a séguito della crisi che culminò nelle dimissioni per protesta del segretario del congresso permanente dell'UEA, Nikola Rašić.
Una settimana più tardi, l'11 aprile, apparve in Rete una prima edizione di Libera Folio con tre articoli sulle dimissioni di Rašić. Il giorno del lancio ufficiale fu il 12 aprile, quando venne annunciato il nuovo portale online. Ben presto anche sulla stampa esperantista iniziarono ad apparire i primi commenti su Libera Folio.
Fin dalla nascita, Libera Folio fu curato da Kalle Kniivilä. Jan-Ulrich Hasecke ne fu direttore tecnico fino al 2016. Nel settembre 2018 Jukka Pietiläinen assunse temporaneamente la direzione della redazione a causa di un nuovo lavoro di Kniivilä, il quale riprese poi con decorrenza dal gennaio 2020 il ruolo di caporedattore.

## Diffusione
Secondo quanto riferito da Jam Ulrich Hasecke, nel 2007 il sito di Libera Folio ricevette 96 355 visitatori, che effettuarono 318 536 visite e lessero 1 460 968 pagine. Sempre nella stessa intervista, dichiarò che nel 2013, definito come «anno di maggior successo», i visitatori furono 145 269, con 600 741 visite e 2 368 082 letture.
Nel 2023 la maggior parte delle visite al sito provenivano da Germania, Paesi Bassi e Finlandia.
Nel 2023 la quantità media di visualizzazioni giornaliere era di 500, con picchi per alcune aree tematiche. L'articolo più popolare nel 2022 è stato La prezidanto de REU volas likvidi Ukrainion (Il presidente dell'Unione esperantista russa vuole liquidare l'Ucraina), con circa quattromila visualizzazioni.
In base a quanto dichiarato nel sito stesso, «Qualora non diversamente specificato [...], i testi di Libera Folio possono essere liberamente ristampati, purché sia indicata la fonte».

### Rapporti con la Civitas esperantica
Col suo diffondersi in Esperantujo, non sono mancate alcune critiche a Libera Folio. Vale forse la pena menzionare quella dell'Esperanta Civito (Civitas esperantica), che ha avuto a definire Libera Folio una «gazzetta scandalistica online» e una «gazzetta del nord», in riferimento alla presunta provincialità della linea editoriale; la Civito ha inoltre definito Kalle Kniivilä una «ex spia». Dal 2005 la Civito considera inoltre Kalle Kniivilä persona non grata, accusandolo di essere un misfamiganto (diffamatore).